# Palus Epidemiarum

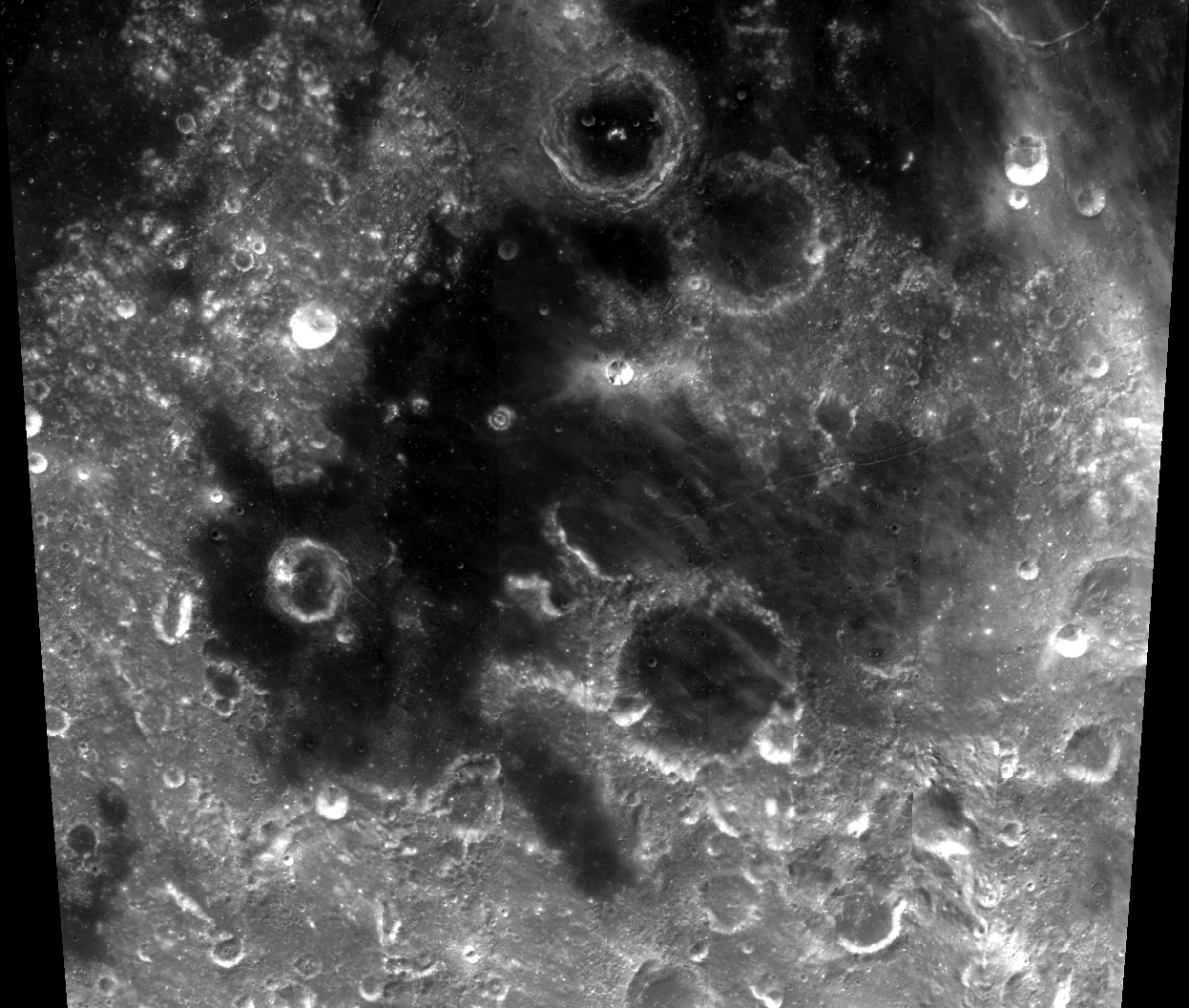
Palus Epidemiarum.

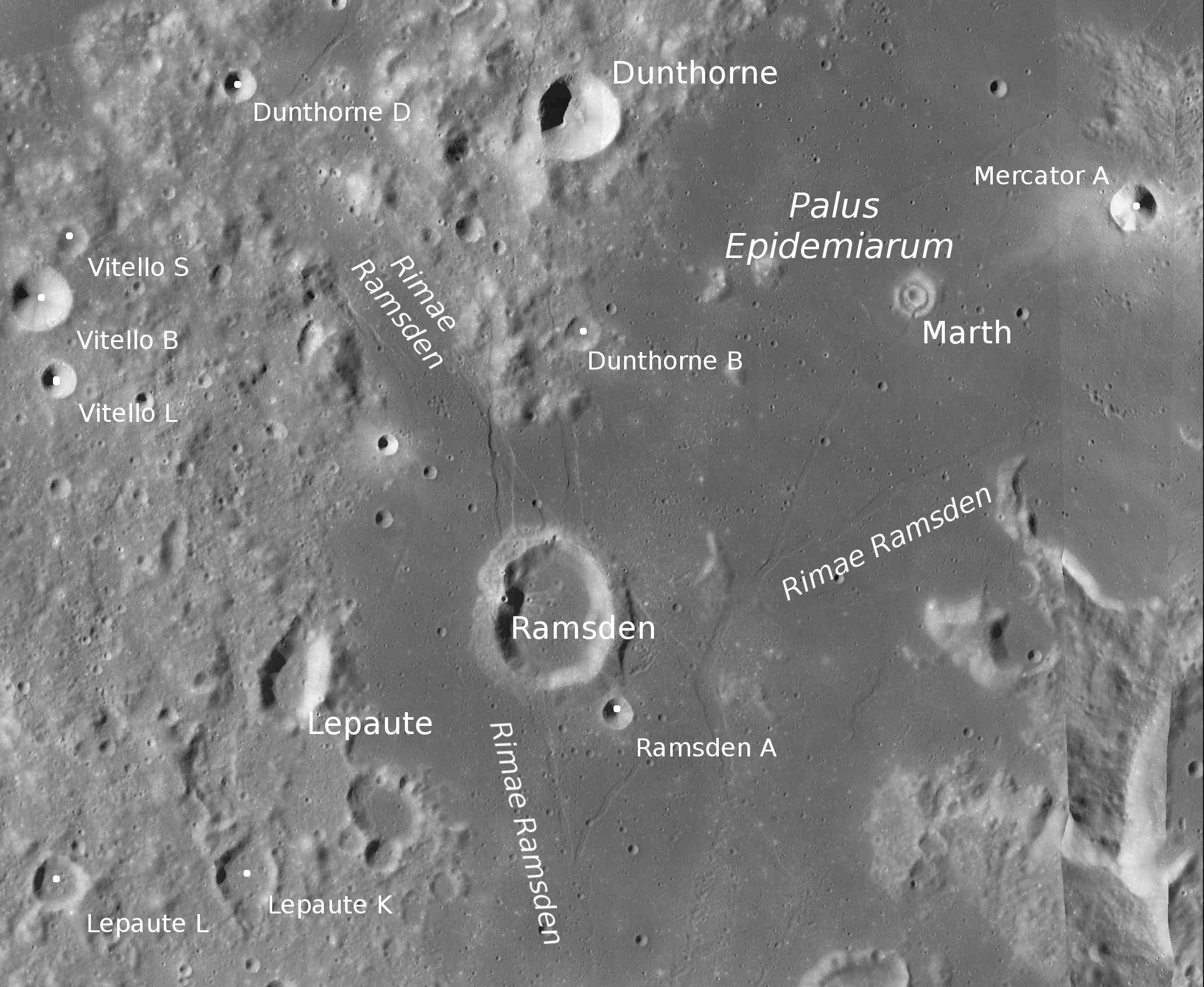
Západní část bažiny Palus Epidemiarum s kráterem Ramsden.

Palus Epidemiarum (česky Bažina epidemií) je protáhlé měsíční moře s nepravidelným okrajem jihovýchodně od Mare Humorum (Moře vláhy) a jihozápadně od Mare Nubium (Moře oblaků) na přivrácené straně Měsíce, které má plochu cca 27 000 km². Střední selenografické souřadnice jsou 32,0° J a 27,5° Z. V moři se nacházejí měsíční brázdy, východní část protíná široká Rima Hesiodus, v západní části se křižují brázdy Rimae Ramsden pojmenované podle blízkého kráteru Ramsden, který leží u západního okraje bažiny. Více na severovýchod leží malý kráter Marth s dvojitým okrajovým valem. Na jihu se nalézá nevelký kráter Elger, severovýchodně od něj pak lávou zatopený Capuanus, na jehož dně se nachází skupina dómů. Na východním okraji Palus Epidemiarum leží kráter Cichus a za ním zbytky zatopeného kráteru Weiss. Jižně od bažiny leží Lacus Timoris (Jezero strachu). Bažinu od Mare Nubium oddělují dva výrazné krátery Campanus a Mercator.